# فشنزة

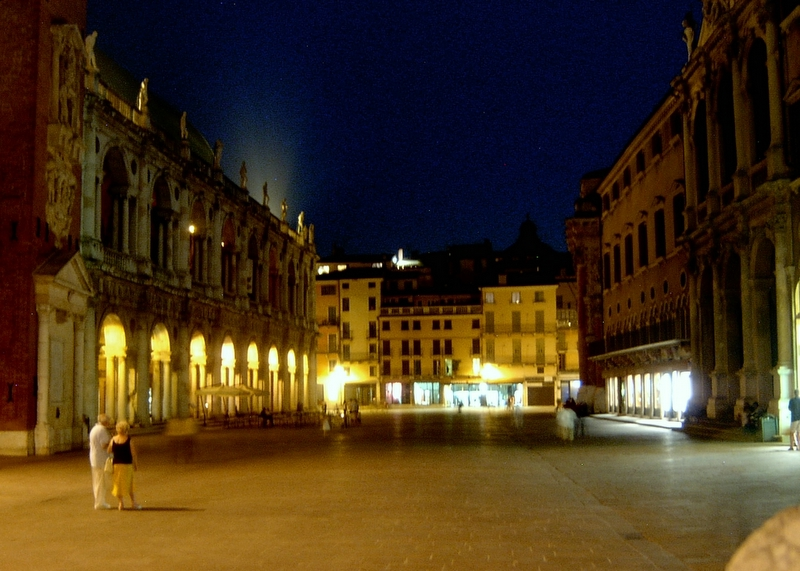
فِشِنزَة ليلا

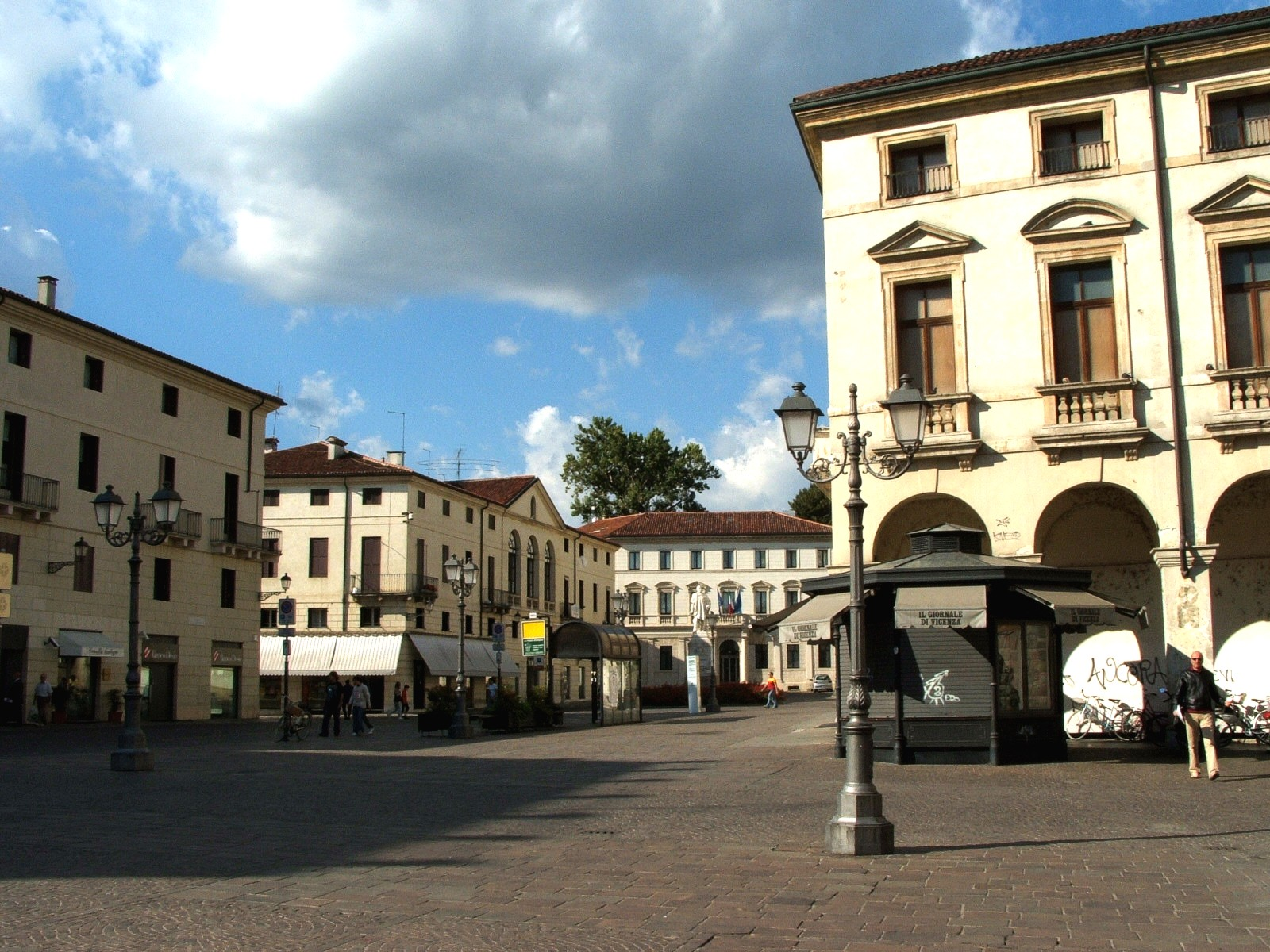
ساحة كاستيلو

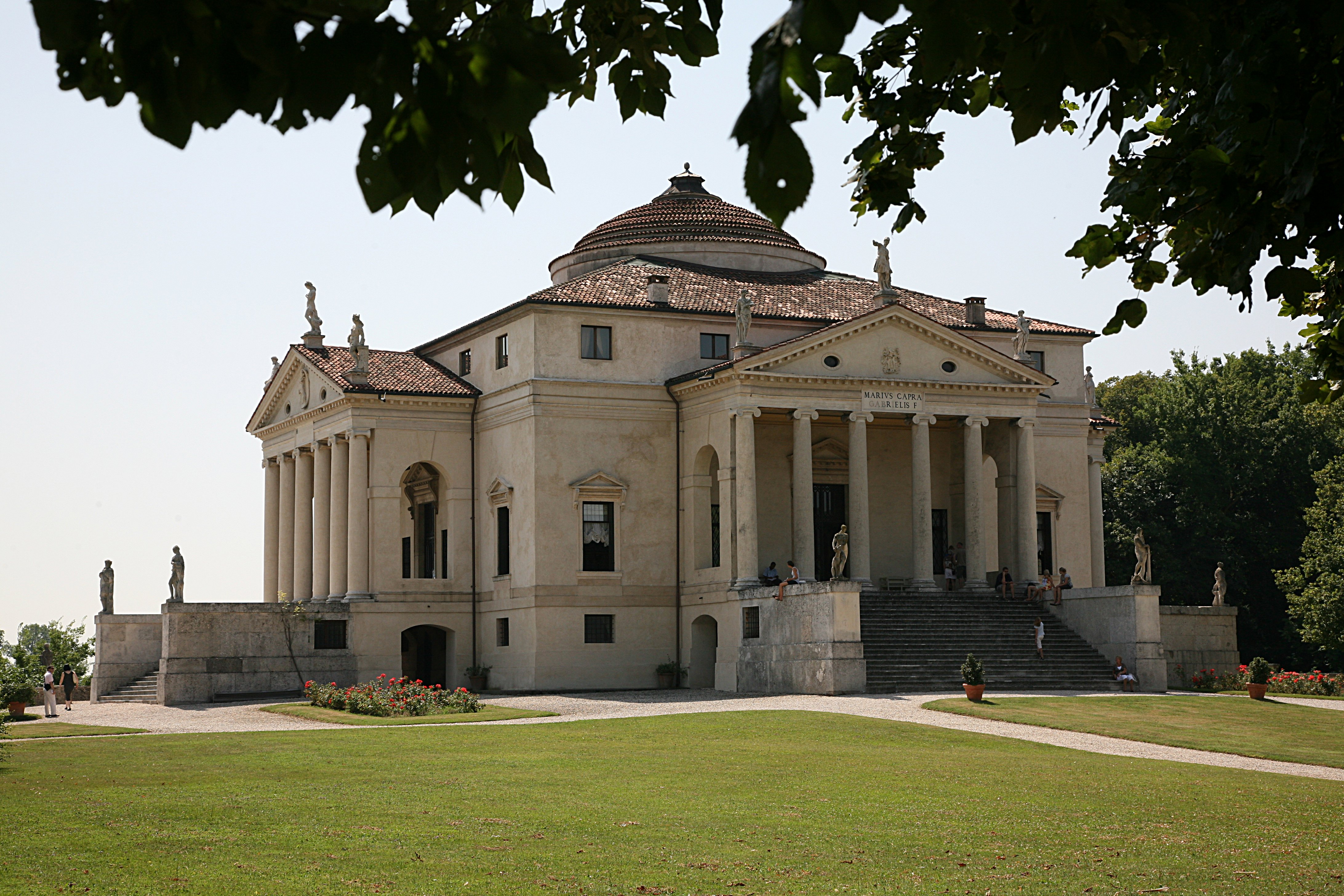
لاروتوندا

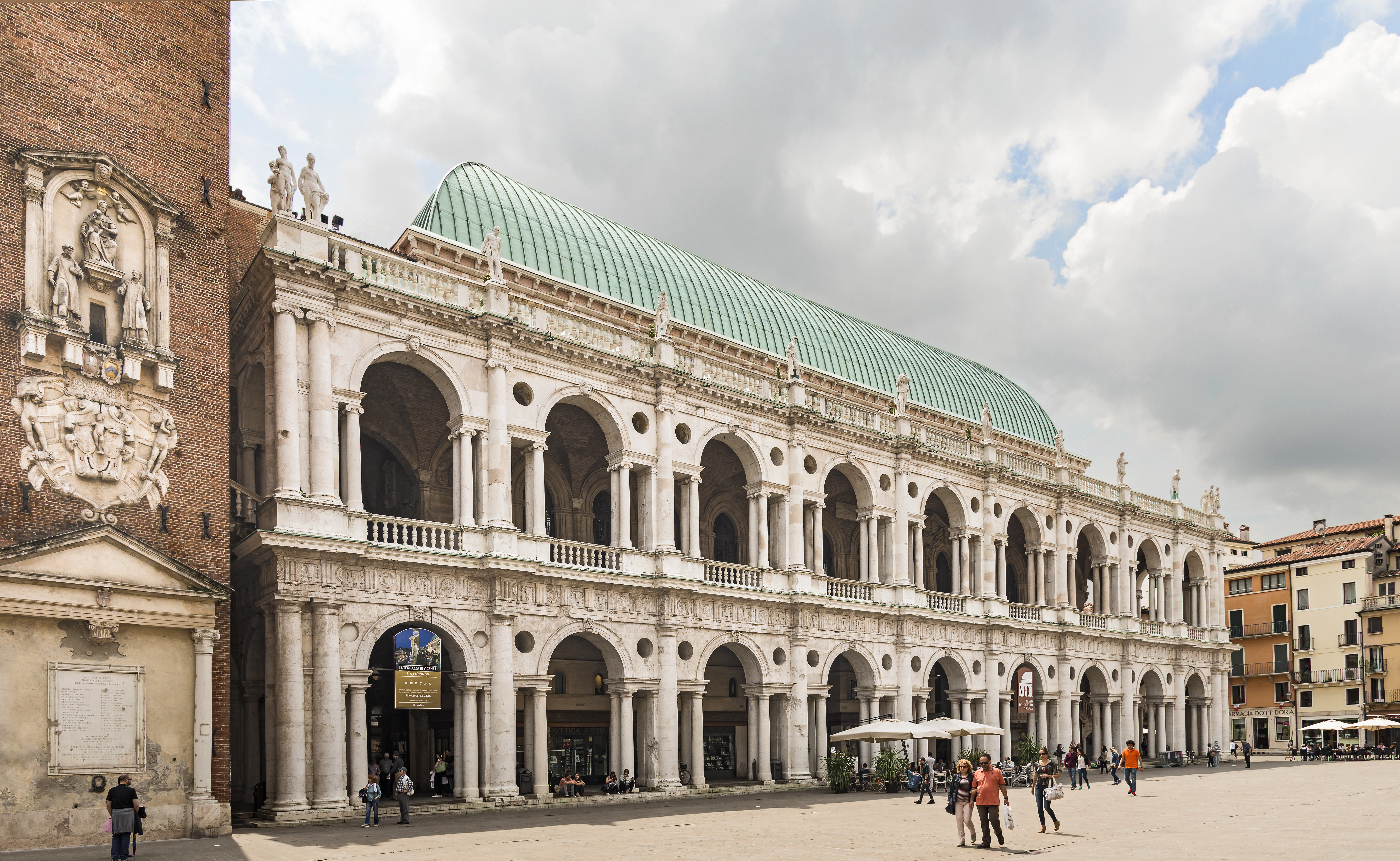
كنيسة بالاديانا

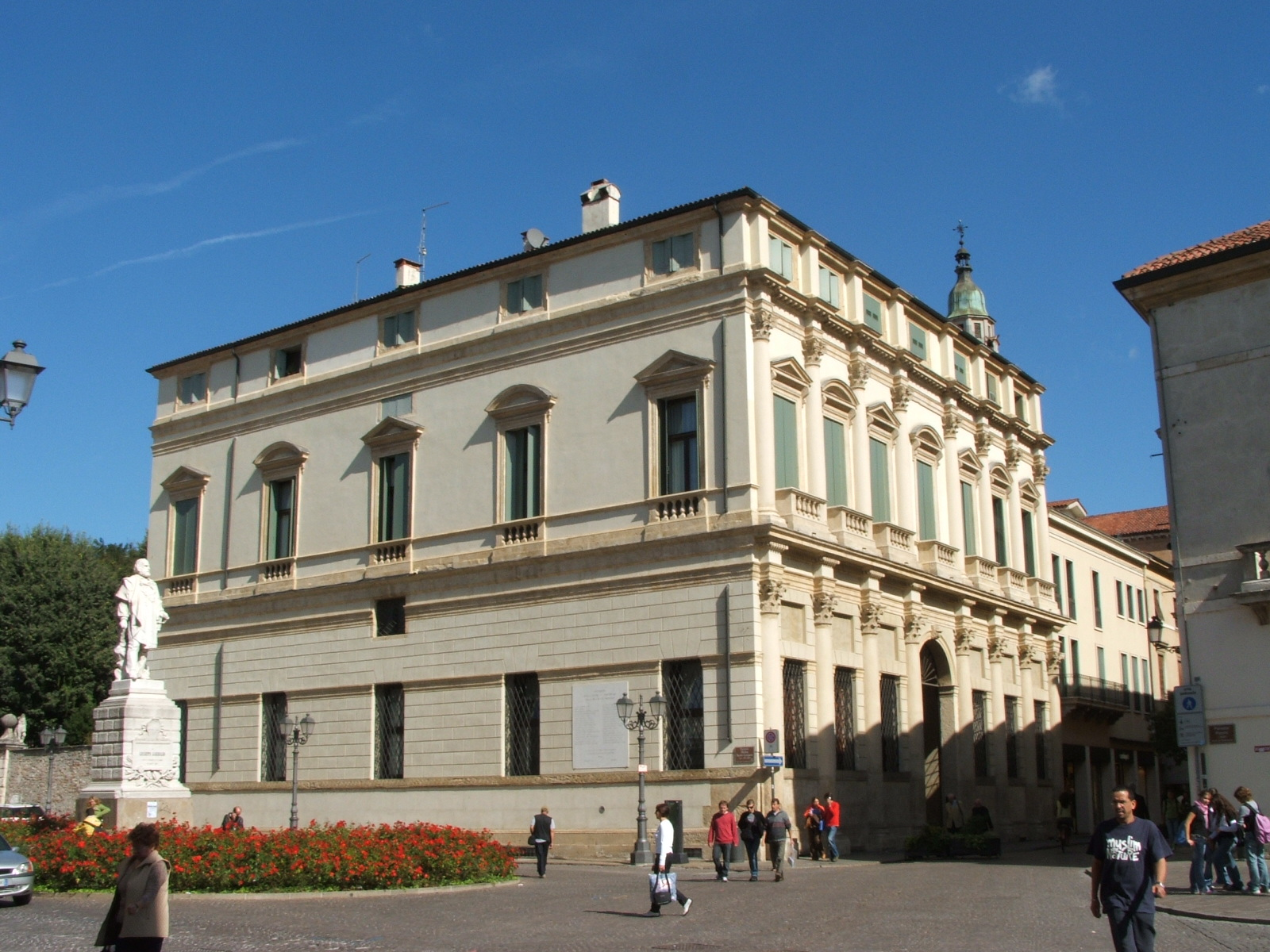
قصر تييني

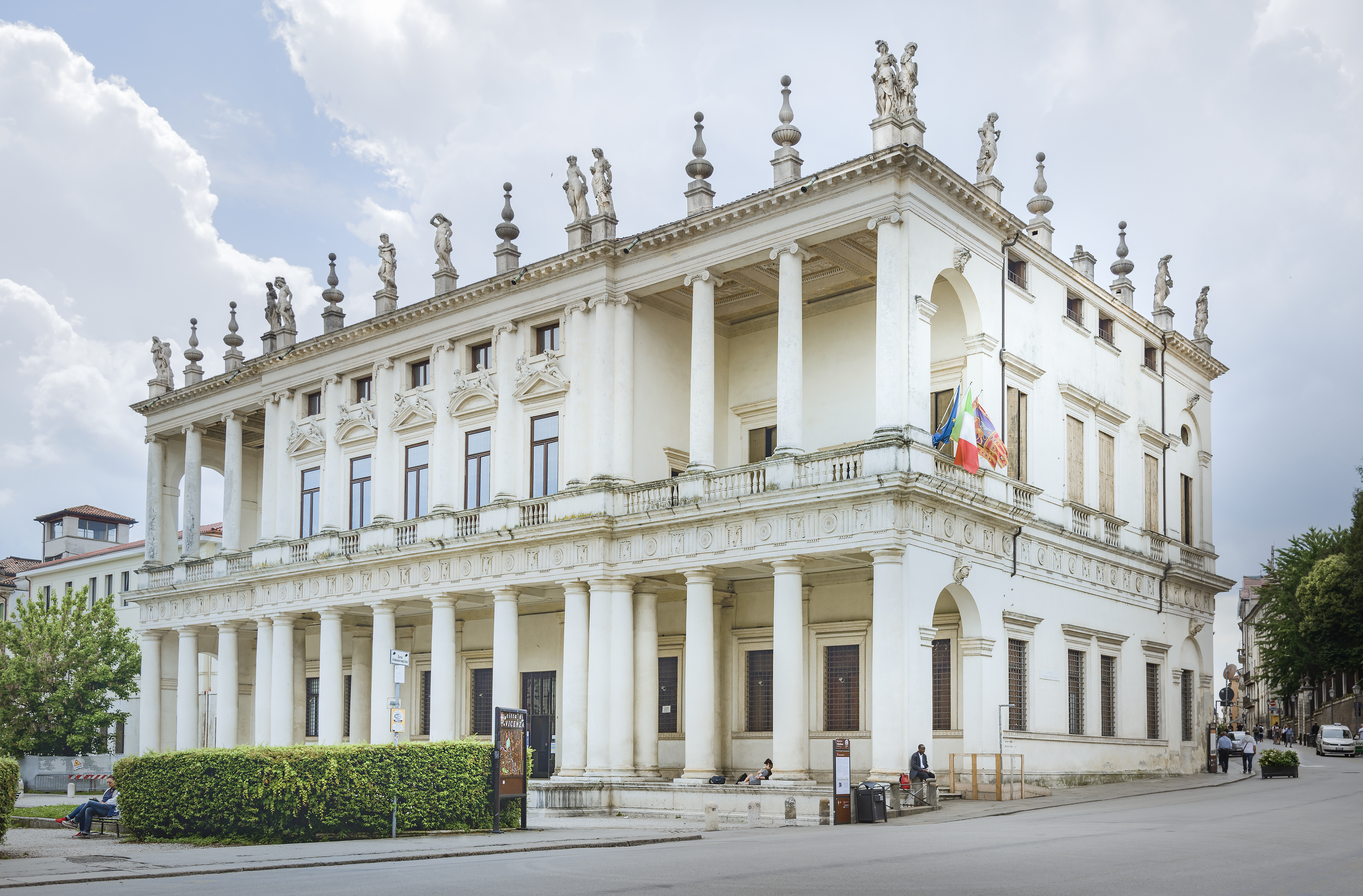
قصر كييريكاتي

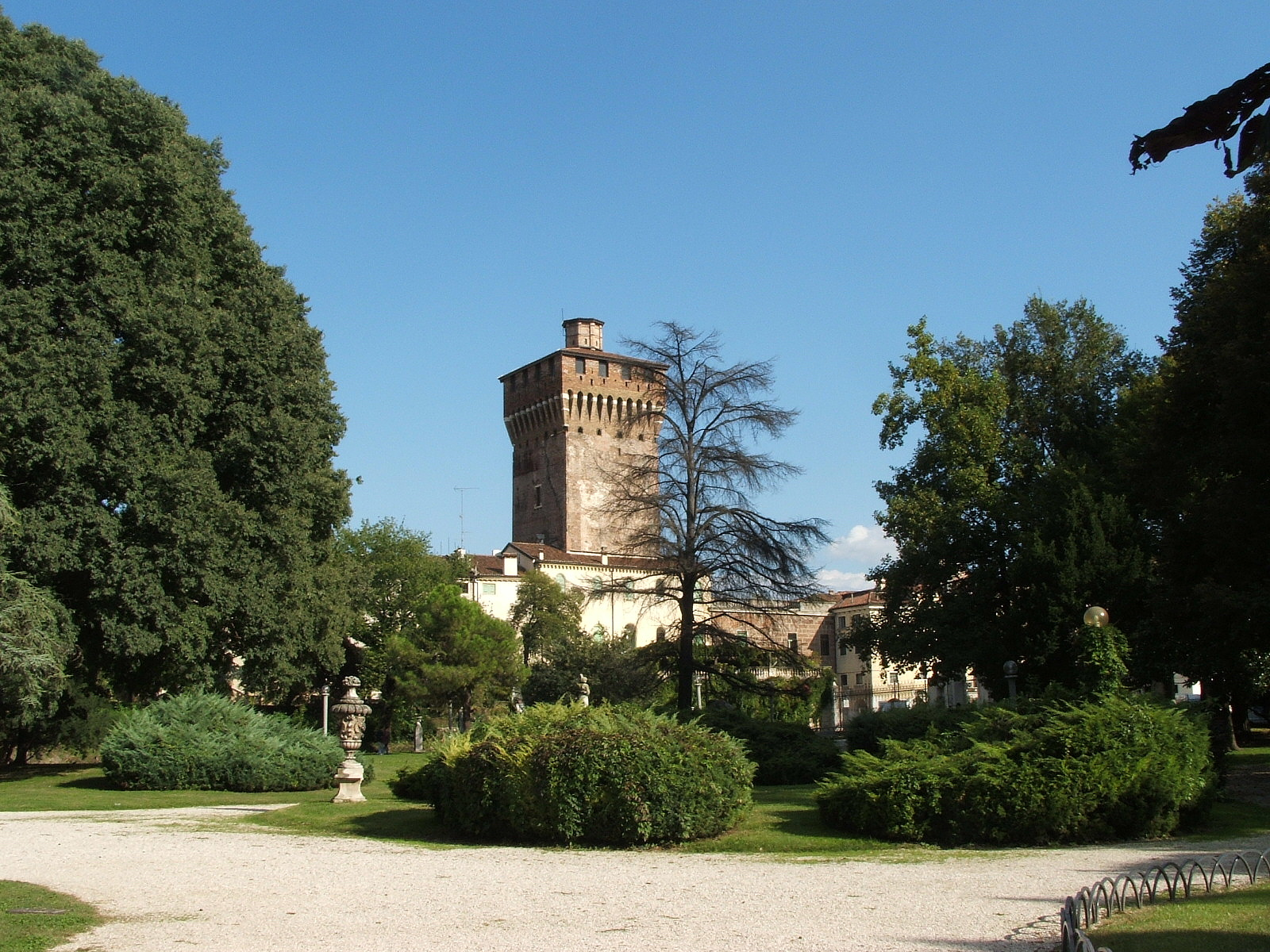
برج ساحة كاستيلو ظاهرا من حدائق سالفي

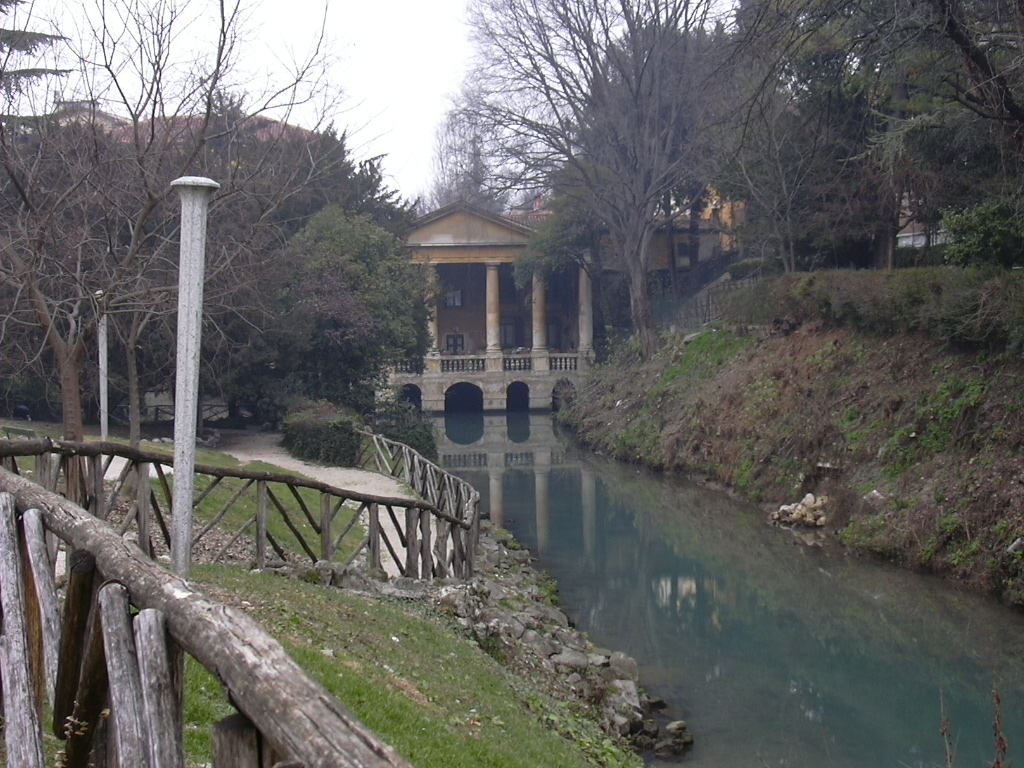
حدائق سالفي

فِشِنزَة أو (نقحرة: فيتشنزا) (بالإيطالية: Vicenza)‏ مدينة في شمال إيطاليا عاصمة مقاطعة فِشِنزَة ضمن إقليم فينيتو سكانها حوالي 113.483 نسمة.
في الجهة الشمالية من تلة مونتي بيريكو، على طول نهر باكيليوني. فِشِنزَة تبعد حوالي 60 كيلومترا إلى الغرب من البندقية و200 كلم شرق ميلانو، عرفت في العصر الروماني باسم Vicetia وأقدم وثيقة ذكر فيها هذا الاسم تعود لعام 135 ق.م
اشتهرت بمدينة بالاديو città del Palladio نسبة للمعماري أندريا بالاديو لبناءه الكثير من مباني المدينة، كما أن لفِشِنزَة أهمية كبرى من الناحية الفنية على مستوى إيطاليا لدى فهي مقصد للسياحة الثقافية، وقد وضعت منظمة اليونسكو مدينة فِشِنزَة ضمن قائمة مواقع التراث العالمي منها عدد من قصور أندريا بالاديو.

## السكان
في سنة 1871 بلغ عدد السكان 37٬475 نسمة، وتطور العدد ليصل في سنة 2011 لـ 111٬500 نسمة.
يظهر هذا المخطط البياني تطور النمو السكاني لـ فِشِنزة

## أهم المعالم

### أعمال أندريا بالاديو
يوجد في فِشِنزَة عدد مباني شهيرة من تصميم بالاديو (بنيت بين عامي 1580-1590) وتتضمن مايلي :
- Villa Capra فيلا كابرا ومعرفة باسم "La Rotonda".
- Basilica Palladiana كنيسة بالأديانا، تقع في ساحة dei Signori.
- Teatro Olimpico المسرح الأوليبي بناه بالاديو بين عامي 1580-1585.
- Palazzo Chiericati قصر كييريكاتي مقر متحف المدينة.
- Palazzo Barbaran Da Porto قصر بارباران دا تييني
- Palazzo Thiene قصر تييني
- Palazzo Da Porto Breganze قصر دا بورتو بريغانزي

### أعمال أخرى
- برج الساعة (1224-1446).
- المكتبة البلدية أسست من قبل جوفاني بيرتولو
- بإضافة لعدد من الكنائس ذات الأهمية التاريخية والفنية.

## الاقتصاد
المناطق المحيطة بها زراعية، ولكن هناك أيضا محاجر الرخام ومناجم الكبريت والنحاس والفضة والفحم والكاولين ؛ كما تكثر الينابيع المعدنية أشهرها ينابع ريكوارو (Recoaro). المدينة نشيطة بصفة خاصة في القطاع الصناعي، وتشتهر بمصانع الملابس والجواهر. معرض الذهب فيها ذو شهرة عالمية ويقام فيها ثلاثة مرات في السنة (يناير مايو سبتمبر). وهناك صناعات أخرى جديرة بالذكر مثل الصناعات الصوفية والحريرية والخزف والآلات الموسيقية. وفِشِنزَة مقر لشركة campagnolo لصناعة الدراجات الهوائية.